# Józef Maślanka (minister)

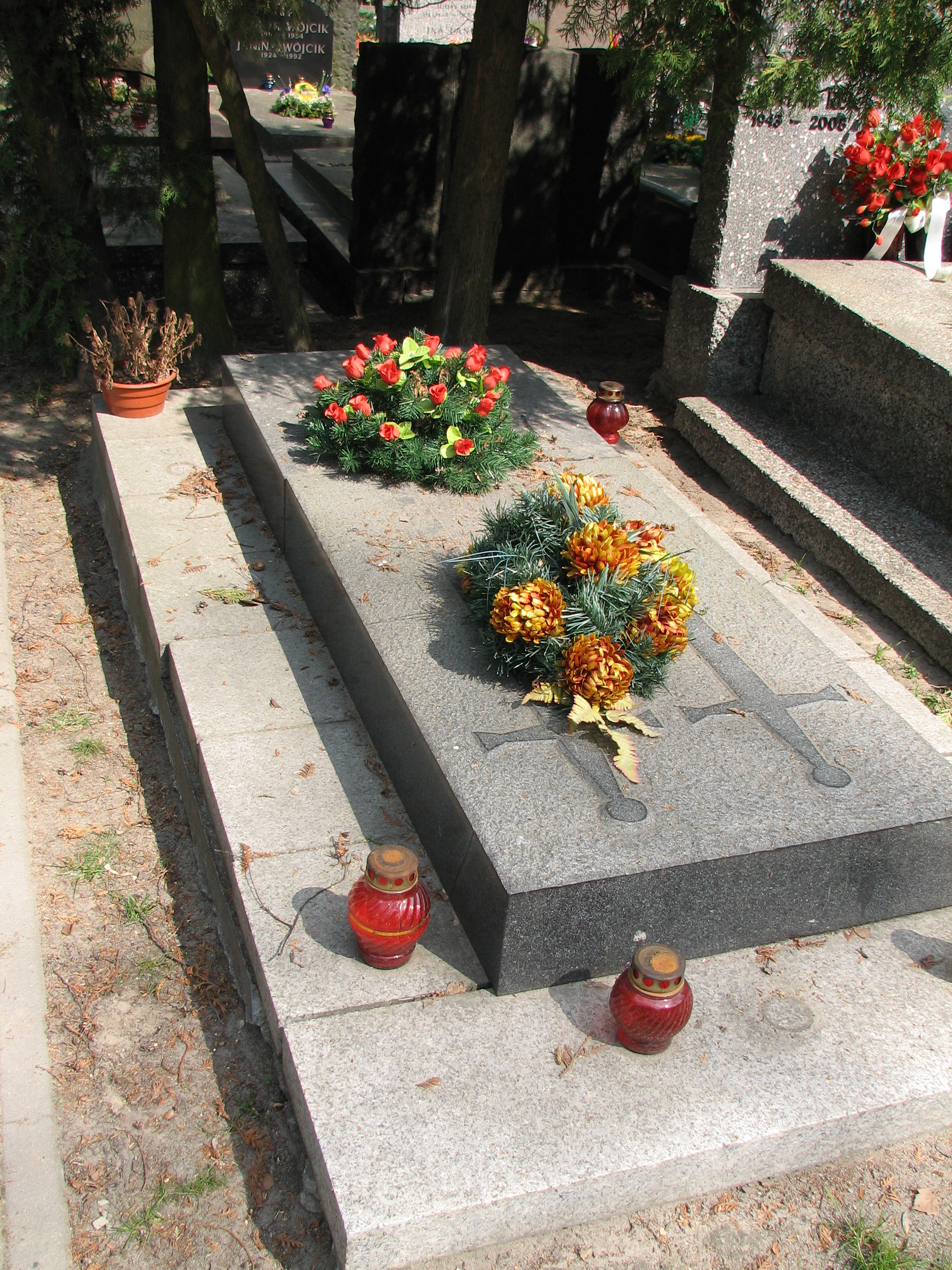
Grób Józefa Maślanki

Józef Maślanka (ur. 20 maja 1883 w Przyborowie, zm. 7 października 1968 w Warszawie) – polski żołnierz, polityk ruchu ludowego, poseł do Krajowej Rady Narodowej oraz na Sejm Ustawodawczy.

## Życiorys
Urodził się w Przyborowie w powiecie brzeskim, w chłopskiej rodzinie Franciszka i Marianny z Chamielców. Ukończył 6 klas gimnazjum. W 1910 w poszukiwaniu pracy emigrował do Niemiec i w Westfalii pracował w kolejnictwie. W czasie I wojny światowej był żołnierzem II Brygady Legionów Polskich. Następnie był działaczem Polskiego Stronnictwa Ludowego „Piast” i ZMW RP „Wici”. Był gorącym zwolennikiem zjednoczenia ruchu chłopskiego i organizatorem Stronnictwa Ludowego (SL) w powiecie stopnickim. W latach 1931–1934 wchodził w skład Zarządu Powiatowego (ZP) SL, był też członkiem Wojewódzkiej Komisji Rewizyjnej. W sierpniu 1934 podpisał odezwę frakcyjną grupy „Polska Ludowa”, skupiającej większość czołowych działaczy byłego Stronnictwa Chłopskiego, którzy w 1935 dokonali rozłamu w SL. Na tym tle oraz w wyniku osobistych animozji ZP SL, opanowany przez byłych działaczy PSL „Wyzwolenie”, zawiesił go 14 sierpnia 1934 w prawach członkowskich, a 29 stycznia 1935 Naczelny Komitet Wykonawczy (NKW) SL zatwierdził jego decyzję i wykluczył Józefa Maślankę z SL. Po rozłamach w SL w 1935, kiedy jego antagoniści przeszli do sanacji lub usunęli się z pracy w stronnictwie, NKW SL przywrócił mu prawa członkowskie.
Był żywiołowym działaczem, skłonnym do krańcowych i radykalnych czynów. Policja odnotowała wiele jego ostrych wystąpień antyrządowych, antyklerykalnych, wzywających do strajków, i posądzała go o komunizowanie i współpracę z komunistami, co nie było bezpodstawne. W 1937 był organizatorem strajku chłopskiego. Za swe bojowe i opozycyjne wystąpienia był dwukrotnie aresztowany: 6 maja 1938 i w listopadzie 1938. W 1938 i 1939 wybrano go do 9-osobowego Zarządu Wojewódzkiego SL w Kielcach.
W czasie okupacji już od końca października 1939 brał udział w organizowaniu konspiracyjnego zespołu ludowców w Kielcach, u niego też odbywały się narady konspiracyjne, którymi kierował. Wszedł w skład Wojewódzkiego Kierownictwa Ruchu Ludowego i trójki politycznej SL „Roch” w Stopnicy. W pierwszej połowie 1943 odszedł wskutek nieporozumień na tle spraw personalnych i organizacyjnych i zaczął działać na własną rękę, co przyszło mu łatwo, gdyż znano go w całej okolicy.
Od czerwca 1944 był dowódcą oddziału partyzanckiego Batalionów Chłopskich na Kielecczyźnie, z którym przyłączył się do Armii Ludowej, wchodząc w skład 1 Brygady AL Ziemi Krakowskiej, na zasadach autonomicznych.
Za swoje radykalne poglądy był prześladowany przez Narodowe Siły Zbrojne. Pod jego nieobecność, jego oddział kwaterujący w okolicach Skrobaczowa 17 lipca 1944 został zaatakowany przez 204. Pułk NSZ Ziemi Kieleckiej. W czasie bratobójczej walki zginęło 5 ludzi, a 8 odniosło rany. W czasie swej działalności używał pseudonimów: „Mścisław”, „Górka” i „Dziadek”.
Od sierpnia 1944 do stycznia 1945 kierował Prezydium Wojewódzkiej Rady Narodowej w Kielcach. Od 31 grudnia 1944 do 1 kwietnia 1945 pełnił funkcję Ministra Administracji Publicznej w Rządzie Tymczasowym RP. Od 1944 do 1947 był posłem do Krajowej Rady Narodowej, w latach 1946–1947 członkiem NKW SL, a od 1947 do 1952 posłem na Sejm Ustawodawczy. Pełnił również różne funkcje w satelickim wobec Polskiej Partii Robotniczej Stronnictwie Ludowym (od 23 listopada 1944 do 26 marca 1945 był prezesem NKW stronnictwa). Od 1949 należał do Zjednoczonego Stronnictwa Ludowego. Był także członkiem Rady Naczelnej ZBoWiD i otrzymał stopień pułkownika rezerwy WP.
Zmarł w Warszawie, pochowany w Alei Zasłużonych na cmentarzu Wojskowym na Powązkach (kwatera A2-tuje-20).

## Ordery i odznaczenia
- Order Sztandaru Pracy I klasy (pośmiertnie)
- Order Krzyża Grunwaldu II klasy (3 stycznia 1945)[8]
- Krzyż Komandorski Orderu Odrodzenia Polski
- Krzyż Srebrny Orderu Virtuti Militari (6 września 1946)[9]
- Krzyż Partyzancki
- Medal za Warszawę 1939–1945 (17 stycznia 1946)[10]
- Medal Zwycięstwa i Wolności 1945
- Medal 10-lecia Polski Ludowej (10 stycznia 1955)[11]